# Élections municipales de 2014 en Vaucluse
Les élections municipales de 2014 en Vaucluse se déroulent, comme dans le reste de la France, les 23 et 30 mars.
Les informations suivantes concernent les seules communes de plus de 2 000 habitants situées dans le département de Vaucluse. Pour connaître les résultats des élections municipales françaises de 2014 dans une autre commune, il convient de consulter l'article consacré à cette commune, ou bien le site du ministère de l'Intérieur.

## Maires sortants et maires élus
Le scrutin connaît quelques changements notables. La gauche réussit à remporter Avignon, le chef-lieu du département géré par la droite depuis 1995, et Lauris. Cependant, ce bilan est mitigé car elle cède Althen-des-Paluds, Bédarrides, Robion, Sarrians, Vaison-la-Romaine face à la droite. L'extrême droite, incarnée par La Ligue du Sud et le Front national, remporte respectivement Camaret-sur-Aigues et Le Pontet. Les maires sortants de Bollène, Orange et Piolenc se maintiennent également.
| Commune                    | Population | Maire sortant          | Parti | Parti | Maire élu              | Parti | Parti |
| -------------------------- | ---------- | ---------------------- | ----- | ----- | ---------------------- | ----- | ----- |
| Althen-des-Paluds          | 2 684      | Lucien Stanzione       |       | PS    | Michel Terrisse        |       | DVD   |
| Apt                        | 12 117     | Olivier Curel          |       | PS    | Olivier Curel          |       | PS    |
| Aubignan                   | 5 164      | Guy Rey                |       | DVG   | Guy Rey                |       | DVG   |
| Avignon                    | 90 194     | Marie-Josée Roig       |       | UMP   | Cécile Helle           |       | PS    |
| Beaumes-de-Venise          | 2 360      | Christian Gonnet       |       | DVD   | Christian Gonnet       |       | DVD   |
| Bédarrides                 | 5 183      | Joël Sérafini          |       | DVG   | Christian Tort         |       | DVD   |
| Bédoin                     | 3 197      | Luc Reynard            |       | PRG   | Luc Reynard            |       | PRG   |
| Bollène                    | 14 040     | Marie-Claude Bompard   |       | LS    | Marie-Claude Bompard   |       | LS    |
| Cadenet                    | 4 110      | Fernand Perez          |       | DVG   | Fernand Perez          |       | DVG   |
| Caderousse                 | 2 736      | Serge Fidèle           |       | DVD   | Serge Fidèle           |       | DVD   |
| Camaret-sur-Aigues         | 4 596      | Marlène Thibaud        |       | PS    | Philippe de Beauregard |       | LS    |
| Caromb                     | 3 175      | Léopold Meynaud        |       | DVD   | Léopold Meynaud        |       | DVD   |
| Carpentras                 | 28 815     | Francis Adolphe        |       | PS    | Francis Adolphe        |       | PS    |
| Caumont-sur-Durance        | 4 642      | Joël Fouiller          |       | SE    | Joël Fouiller          |       | SE    |
| Cavaillon                  | 25 486     | Jean-Claude Bouchet    |       | UMP   | Jean-Claude Bouchet    |       | UMP   |
| Châteauneuf-de-Gadagne     | 3 270      | Pierre Molland         |       | SE    | Pierre Molland         |       | SE    |
| Châteauneuf-du-Pape        | 2 159      | Jean-Pierre Boisson    |       | DVD   | Claude Avril           |       | DVD   |
| Cheval-Blanc               | 4 109      | Christian Mounier      |       | DVD   | Christian Mounier      |       | DVD   |
| Courthézon                 | 5 418      | Alain Rochebonne       |       | DVD   | Alain Rochebonne       |       | DVD   |
| Entraigues-sur-la-Sorgue   | 7 941      | Guy Moureau            |       | PCF   | Guy Moureau            |       | PCF   |
| Gargas                     | 2 900      | Maxime Bey             |       | DVG   | Maxime Bey             |       | DVG   |
| Gordes                     | 2 056      | Maurice Chabert        |       | DVD   | Maurice Chabert        |       | DVD   |
| Jonquières                 | 4 710      | Louis Biscarrat        |       | DVD   | Louis Biscarrat        |       | DVD   |
| L'Isle-sur-la-Sorgue       | 19 086     | Pierre Gonzalvez       |       | UMP   | Pierre Gonzalvez       |       | UMP   |
| La Tour-d'Aigues           | 4 028      | Jean-François Lovisolo |       | PS    | Jean-François Lovisolo |       | PS    |
| Lapalud                    | 3 910      | Jean-Pierre Lambertin  |       | PS    | Guy Soulavie           |       | PS    |
| Lauris                     | 3 709      | Gérard Despierre       |       | DVD   | André Rousset          |       | DVG   |
| Le Pontet                  | 16 899     | Béatrice Lecoq         |       |       | Joris Hebrard          |       | FN    |
| Le Thor                    | 8 396      | Jacques Olivier        |       | EELV  | Yves Bayon de Noyer    |       | SE    |
| Loriol-du-Comtat           | 2 422      | Michel Nicolet         |       | DVD   | Gérard Borgo           |       | DVD   |
| Malaucène                  | 2 683      | Dominique Bodon        |       | UMP   | Dominique Bodon        |       | UMP   |
| Mazan                      | 5 791      | Aimé Navello           |       | DVD   | Aimé Navello           |       | DVD   |
| Mondragon                  | 3 709      | Christian Peyron       |       | DVG   | Christian Peyron       |       | DVG   |
| Monteux                    | 11 122     | Christian Gros         |       | PS    | Christian Gros         |       | PS    |
| Morières-lès-Avignon       | 7 741      | Joël Granier           |       | PS    | Joël Granier           |       | PS    |
| Mornas                     | 2 320      | Denis Dussargues       |       | SE    | Denis Dussargues       |       | SE    |
| Orange                     | 29 302     | Jacques Bompard        |       | LS    | Jacques Bompard        |       | LS    |
| Pernes-les-Fontaines       | 10 496     | Pierre Gabert          |       | DVD   | Pierre Gabert          |       | DVD   |
| Pertuis                    | 19 033     | Roger Pellenc          |       | UMP   | Roger Pellenc          |       | UMP   |
| Piolenc                    | 5 080      | Louis Driey            |       | LS    | Louis Driey            |       | LS    |
| Robion                     | 4 141      | Robert Frassi          |       | PS    | Patrick Sintès         |       | DVD   |
| Saint-Didier               | 2 149      | Gilles Vève            |       | DVD   | Gilles Veve            |       | DVD   |
| Saint-Saturnin-lès-Apt     | 2 722      | Christian Bellot       |       | DVG   | Christian Bellot       |       | DVG   |
| Saint-Saturnin-lès-Avignon | 4 820      | Bernard Goudon         |       | DVD   | Jean Favier            |       | SE    |
| Sainte-Cécile-les-Vignes   | 2 353      | Max Ivan               |       | DVG   | Max Ivan               |       | DVG   |
| Sarrians                   | 5 837      | Michel Bayet           |       | PS    | Anne-Marie Bardet      |       | UMP   |
| Sérignan-du-Comtat         | 2 435      | Jacques Buschiazzo     |       |       | Julien Merle           |       | DVD   |
| Sorgues                    | 18 222     | Thierry Lagneau        |       | UMP   | Thierry Lagneau        |       | UMP   |
| Vaison-la-Romaine          | 6 163      | Pierre Meffre          |       | PS    | Jean-François Perilhou |       | DVD   |
| Valréas                    | 9 672      | Guy Morin              |       | DVD   | Patrick Adrien         |       | DVD   |
| Vedène                     | 10 619     | Joel Guin              |       | DVD   | Joel Guin              |       | DVD   |
| Velleron                   | 2 908      | Michel Ponce           |       | DVD   | Michel Ponce           |       | DVD   |
| Villelaure                 | 3 231      | Jean-Claude Dorgal     |       | SE    | Jean-Louis Robert      |       | DVD   |

### Résultats en nombre de maires
| Partis               | Partis                            | Maires sortants | Maires élus | Évolution     |
| -------------------- | --------------------------------- | --------------- | ----------- | ------------- |
|                      | Divers droite                     | 17              | 21          | 4             |
|                      | Union pour un mouvement populaire | 6               | 6           | en stagnation |
| Total droite         | Total droite                      | 23              | 27          | 4             |
|                      | Parti socialiste                  | 11              | 7           | 4             |
|                      | Divers gauche                     | 7               | 7           | en stagnation |
|                      | PCF                               | 1               | 1           | en stagnation |
|                      | Parti radical de gauche           | 1               | 1           | en stagnation |
|                      | EELV                              | 1               | 0           | 1             |
| Total gauche         | Total gauche                      | 21              | 16          | 5             |
|                      | LS                                | 3               | 4           | 1             |
|                      | FN                                | 0               | 1           | 1             |
| Total extrême droite | Total extrême droite              | 3               | 5           | 2             |
|                      | SE                                | 4               | 5           | 1             |
|                      | Inconnue                          | 2               | 0           | 2             |
| Total Sans étiquette | Total Sans étiquette              | 6               | 5           | 1             |
| Total                | Total                             | 53              | 53          | -             |

## Résultats dans les communes de plus de2 000 habitants

### Althen-des-Paluds
- Maire sortant : Lucien Stanzione
- 23 sièges à pourvoir au conseil municipal (population légale 2011 : 2 684 habitants)
- 5 sièges à pourvoir au conseil communautaire (CA Les Sorgues du Comtat)

|                          | Michel Terrisse   | DVD            | 824   | 53,61  | 18 | 4 |  |  |
|                          | Lucien Stanzione* | PS             | 713   | 46,38  | 5  | 1 |  |  |
|                          |                   |                |       |        |    |   |  |  |
| Inscrits                 | Inscrits          | Inscrits       | 2 048 | 100,00 |    |   |  |  |
| Abstentions              | Abstentions       | Abstentions    | 423   | 20,65  |    |   |  |  |
| Votants                  | Votants           | Votants        | 1 625 | 79,35  |    |   |  |  |
| Blancs et nuls           | Blancs et nuls    | Blancs et nuls | 88    | 5,42   |    |   |  |  |
| Exprimés                 | Exprimés          | Exprimés       | 1 537 | 94,58  |    |   |  |  |
| * Liste du maire sortant |                   |                |       |        |    |   |  |  |

### Apt
- Maire sortant : Olivier Curel (PS)
- 33 sièges à pourvoir au conseil municipal (population légale 2011 : 12 117 habitants)
- 18 sièges à pourvoir au conseil communautaire (CC Pays d'Apt-Luberon)

| Tête de liste            | Tête de liste        | Liste          | Premier tour | Premier tour | Second tour | Second tour | Sièges | Sièges |
| Tête de liste            | Tête de liste        | Liste          | Voix         | %            | Voix        | %           | CM     | CC     |
| ------------------------ | -------------------- | -------------- | ------------ | ------------ | ----------- | ----------- | ------ | ------ |
|                          | Olivier Curel*       | PS-PCF-EELV    | 2 064        | 43,72        | 2 335       | 45,88       | 25     | 14     |
|                          | Dominique Santoni    | UMP            | 1 916        | 40,58        | 2 321       | 45,61       | 7      | 4      |
|                          | Marie-Madeleine Acis | FN             | 741          | 15,69        | 433         | 8,51        | 1      |        |
|                          |                      |                |              |              |             |             |        |        |
| Inscrits                 | Inscrits             | Inscrits       | 7 466        | 100,00       | 7 467       | 100,00      |        |        |
| Abstentions              | Abstentions          | Abstentions    | 2 591        | 34,70        | 2 275       | 30,47       |        |        |
| Votants                  | Votants              | Votants        | 4 875        | 65,30        | 5 192       | 69,53       |        |        |
| Blancs et nuls           | Blancs et nuls       | Blancs et nuls | 154          | 3,16         | 103         | 1,98        |        |        |
| Exprimés                 | Exprimés             | Exprimés       | 4 721        | 96,84        | 5 089       | 98,02       |        |        |
| * Liste du maire sortant |                      |                |              |              |             |             |        |        |

### Aubignan
- Maire sortant : Guy Rey
- 29 sièges à pourvoir au conseil municipal (population légale 2011 : 5 164 habitants)
- 4 sièges à pourvoir au conseil communautaire (CA Ventoux-Comtat Venaissin)

|                          | Guy Rey*         | DVG            | 1 276 | 50,92  | 22 | 3 |  |  |
|                          | Stéphane Gaubiac | DVD            | 892   | 35,59  | 5  | 1 |  |  |
|                          | Pierre Gérenton  | SE             | 338   | 13,49  | 2  |   |  |  |
|                          |                  |                |       |        |    |   |  |  |
| Inscrits                 | Inscrits         | Inscrits       | 3 809 | 100,00 |    |   |  |  |
| Abstentions              | Abstentions      | Abstentions    | 1 214 | 31,87  |    |   |  |  |
| Votants                  | Votants          | Votants        | 2 595 | 68,13  |    |   |  |  |
| Blancs et nuls           | Blancs et nuls   | Blancs et nuls | 89    | 3,43   |    |   |  |  |
| Exprimés                 | Exprimés         | Exprimés       | 2 506 | 96,57  |    |   |  |  |
| * Liste du maire sortant |                  |                |       |        |    |   |  |  |

### Avignon
- Maire sortant : Marie-Josée Roig (UMP)
- 53 sièges à pourvoir au conseil municipal (population légale 2011 : 90 194 habitants)
- 24 sièges à pourvoir au conseil communautaire (CA Grand Avignon)

|                |                     |                |              |              |             |             |        |        |
| Tête de liste  | Tête de liste       | Liste          | Premier tour | Premier tour | Second tour | Second tour | Sièges | Sièges |
| Tête de liste  | Tête de liste       | Liste          | Voix         | %            | Voix        | %           | CM     | CC     |
|                | Philippe Lottiaux   | FN             | 9 012        | 29,63        | 12 230      | 35,02       | 9      | 4      |
|                | Cécile Helle        | PS-EELV        | 8 985        | 29,54        | 16 578      | 47,47       | 40     | 18     |
|                | Bernard Chaussegros | UMP            | 6 359        | 20,91        | 6 111       | 17,50       | 4      | 2      |
|                | André Castelli      | FG             | 3 790        | 12,46        |             |             |        |        |
|                | André Seignon       | UDI-MoDem      | 1 459        | 4,80         |             |             |        |        |
|                | Stéphane Geslin     | EXG            | 430          | 1,41         |             |             |        |        |
|                | Kader Guettaf       | DVG            | 377          | 1,24         |             |             |        |        |
|                |                     |                |              |              |             |             |        |        |
| Inscrits       | Inscrits            | Inscrits       | 54 953       | 100,00       | 54 958      | 100,00      |        |        |
| Abstentions    | Abstentions         | Abstentions    | 23 544       | 42,84        | 19 017      | 34,60       |        |        |
| Votants        | Votants             | Votants        | 31 409       | 57,16        | 35 941      | 65,40       |        |        |
| Blancs et nuls | Blancs et nuls      | Blancs et nuls | 997          | 3,17         | 1 022       | 2,84        |        |        |
| Exprimés       | Exprimés            | Exprimés       | 30 412       | 96,83        | 34 919      | 97,16       |        |        |

### Beaumes-de-Venise
- Maire sortant : Christian Gonnet
- 19 sièges à pourvoir au conseil municipal (population légale 2011 : 2 360 habitants)
- 2 sièges à pourvoir au conseil communautaire (CA Ventoux-Comtat Venaissin)

|                          | Christian Gonnet* | DVD            | 957   | 100,00 | 19 | 2 |  |  |
|                          |                   |                |       |        |    |   |  |  |
| Inscrits                 | Inscrits          | Inscrits       | 1 753 | 100,00 |    |   |  |  |
| Abstentions              | Abstentions       | Abstentions    | 608   | 34,68  |    |   |  |  |
| Votants                  | Votants           | Votants        | 1 145 | 65,32  |    |   |  |  |
| Blancs et nuls           | Blancs et nuls    | Blancs et nuls | 188   | 16,42  |    |   |  |  |
| Exprimés                 | Exprimés          | Exprimés       | 957   | 83,58  |    |   |  |  |
| * Liste du maire sortant |                   |                |       |        |    |   |  |  |

### Bédarrides
- Maire sortant : Joël Sérafini (DVG)
- 29 sièges à pourvoir au conseil municipal (population légale 2011 : 5 183 habitants)
- 5 sièges à pourvoir au conseil communautaire (CA Les Sorgues du Comtat)

|                          | Christian Tort | DVD            | 1 835 | 57,58  | 23 | 4 |  |  |
|                          | Joël Sérafini* | DVG            | 1 352 | 42,42  | 6  | 1 |  |  |
|                          |                |                |       |        |    |   |  |  |
| Inscrits                 | Inscrits       | Inscrits       | 4 006 | 100,00 |    |   |  |  |
| Abstentions              | Abstentions    | Abstentions    | 729   | 18,20  |    |   |  |  |
| Votants                  | Votants        | Votants        | 3 277 | 81,80  |    |   |  |  |
| Blancs et nuls           | Blancs et nuls | Blancs et nuls | 90    | 2,75   |    |   |  |  |
| Exprimés                 | Exprimés       | Exprimés       | 3 187 | 97,25  |    |   |  |  |
| * Liste du maire sortant |                |                |       |        |    |   |  |  |

### Bédoin
- Maire sortant : Luc Reynard
- 23 sièges à pourvoir au conseil municipal (population légale 2011 : 3 197 habitants)
- 2 sièges à pourvoir au conseil communautaire (CA Ventoux-Comtat Venaissin)

|                          | Luc Reynard*   | DVG            | 1 204 | 57,52  | 18 | 2 |  |  |
|                          | Alain Constant | DVG            | 889   | 42,47  | 5  |   |  |  |
|                          |                |                |       |        |    |   |  |  |
| Inscrits                 | Inscrits       | Inscrits       | 2 675 | 100,00 |    |   |  |  |
| Abstentions              | Abstentions    | Abstentions    | 472   | 17,64  |    |   |  |  |
| Votants                  | Votants        | Votants        | 2 203 | 82,36  |    |   |  |  |
| Blancs et nuls           | Blancs et nuls | Blancs et nuls | 110   | 4,99   |    |   |  |  |
| Exprimés                 | Exprimés       | Exprimés       | 2 093 | 95,01  |    |   |  |  |
| * Liste du maire sortant |                |                |       |        |    |   |  |  |

### Bollène
- Maire sortant : Marie-Claude Bompard (LS)
- 33 sièges à pourvoir au conseil municipal (population légale 2011 : 14 040 habitants)
- 15 sièges à pourvoir au conseil communautaire (CC Rhône Lez Provence)

| Tête de liste            | Tête de liste         | Liste          | Premier tour | Premier tour | Second tour | Second tour | Sièges | Sièges |
| Tête de liste            | Tête de liste         | Liste          | Voix         | %            | Voix        | %           | CM     | CC     |
| ------------------------ | --------------------- | -------------- | ------------ | ------------ | ----------- | ----------- | ------ | ------ |
|                          | Marie-Claude Bompard* | LS             | 3 301        | 49,35        | 3 904       | 55,35       | 26     | 12     |
|                          | Jean-Pierre Lambertin | PS             | 1 897        | 28,36        | 3 149       | 44,65       | 7      | 3      |
|                          | Serge Fiori           | FG             | 840          | 12,56        |             |             |        |        |
|                          | Paul Eymard           | DVD            | 651          | 9,73         |             |             |        |        |
|                          |                       |                |              |              |             |             |        |        |
| Inscrits                 | Inscrits              | Inscrits       | 9 914        | 100,00       | 9 914       | 100,00      |        |        |
| Abstentions              | Abstentions           | Abstentions    | 3 011        | 30,37        | 2 590       | 26,12       |        |        |
| Votants                  | Votants               | Votants        | 6 903        | 69,63        | 7 324       | 73,88       |        |        |
| Blancs et nuls           | Blancs et nuls        | Blancs et nuls | 214          | 3,10         | 271         | 3,70        |        |        |
| Exprimés                 | Exprimés              | Exprimés       | 6 689        | 96,90        | 7 053       | 96,30       |        |        |
| * Liste du maire sortant |                       |                |              |              |             |             |        |        |

### Cadenet
- Maire sortant : Fernand Perez
- 27 sièges à pourvoir au conseil municipal (population légale 2011 : 4 110 habitants)
- 7 sièges à pourvoir au conseil communautaire (CC Communauté territoriale du Sud Luberon)

|                          | Fernand Perez*     | DVG            | 1 012 | 50,14  | 21 | 6 |  |  |
|                          | Jean-Claude Fortin | SE             | 1 006 | 49,85  | 6  | 1 |  |  |
|                          |                    |                |       |        |    |   |  |  |
| Inscrits                 | Inscrits           | Inscrits       | 3 158 | 100,00 |    |   |  |  |
| Abstentions              | Abstentions        | Abstentions    | 1 061 | 33,60  |    |   |  |  |
| Votants                  | Votants            | Votants        | 2 097 | 66,40  |    |   |  |  |
| Blancs et nuls           | Blancs et nuls     | Blancs et nuls | 79    | 3,77   |    |   |  |  |
| Exprimés                 | Exprimés           | Exprimés       | 2 018 | 96,23  |    |   |  |  |
| * Liste du maire sortant |                    |                |       |        |    |   |  |  |

### Caderousse
- Maire sortant : Serge Fidèle
- 23 sièges à pourvoir au conseil municipal (population légale 2011 : 2 736 habitants)
- 4 sièges à pourvoir au conseil communautaire (CC du Pays Réuni d'Orange)

| Tête de liste            | Tête de liste      | Liste          | Premier tour | Premier tour | Second tour | Second tour | Sièges | Sièges |
| Tête de liste            | Tête de liste      | Liste          | Voix         | %            | Voix        | %           | CM     | CC     |
| ------------------------ | ------------------ | -------------- | ------------ | ------------ | ----------- | ----------- | ------ | ------ |
|                          | Serge Fidèle*      | DVD            | 689          | 44,48        | 748         | 48,04       | 18     | 3      |
|                          | Oswald Lebouc      | DVG            | 447          | 28,85        | 456         | 29,28       | 3      | 1      |
|                          | Jean-Claude Guérin | DVD            | 413          | 26,66        | 353         | 22,67       | 2      |        |
|                          |                    |                |              |              |             |             |        |        |
| Inscrits                 | Inscrits           | Inscrits       | 2 130        | 100,00       | 2 129       | 100,00      |        |        |
| Abstentions              | Abstentions        | Abstentions    | 510          | 23,94        | 534         | 25,08       |        |        |
| Votants                  | Votants            | Votants        | 1 620        | 76,06        | 1 595       | 74,92       |        |        |
| Blancs et nuls           | Blancs et nuls     | Blancs et nuls | 71           | 4,38         | 38          | 2,38        |        |        |
| Exprimés                 | Exprimés           | Exprimés       | 1 549        | 95,62        | 1 557       | 97,62       |        |        |
| * Liste du maire sortant |                    |                |              |              |             |             |        |        |

### Camaret-sur-Aigues
- Maire sortant : Marlène Thibaud (PS)
- 27 sièges à pourvoir au conseil municipal (population légale 2011 : 4 596 habitants)
- 7 sièges à pourvoir au conseil communautaire (CC Aygues Ouvèze en Provence)

| Tête de liste            | Tête de liste          | Liste          | Premier tour | Premier tour | Second tour | Second tour | Sièges | Sièges |
| Tête de liste            | Tête de liste          | Liste          | Voix         | %            | Voix        | %           | CM     | CC     |
| ------------------------ | ---------------------- | -------------- | ------------ | ------------ | ----------- | ----------- | ------ | ------ |
|                          | Philippe De Beauregard | LS             | 792          | 31,19        | 971         | 36,61       | 19     | 5      |
|                          | Jean-Paul Montagnier   | DVD            | 720          | 28,35        | 815         | 30,73       | 4      | 1      |
|                          | Marlène Thibaud*       | PS             | 707          | 27,84        | 866         | 32,65       | 4      | 1      |
|                          | Liliane Diaz           | DVD            | 320          | 12,60        |             |             |        |        |
|                          |                        |                |              |              |             |             |        |        |
| Inscrits                 | Inscrits               | Inscrits       | 3 647        | 100,00       | 3 647       | 100,00      |        |        |
| Abstentions              | Abstentions            | Abstentions    | 1 018        | 27,91        | 930         | 25,50       |        |        |
| Votants                  | Votants                | Votants        | 2 629        | 72,09        | 2 717       | 74,50       |        |        |
| Blancs et nuls           | Blancs et nuls         | Blancs et nuls | 90           | 3,42         | 65          | 2,39        |        |        |
| Exprimés                 | Exprimés               | Exprimés       | 2 539        | 96,58        | 2 652       | 97,61       |        |        |
| * Liste du maire sortant |                        |                |              |              |             |             |        |        |

### Caromb
- Maire sortant : Léopold Meynaud
- 23 sièges à pourvoir au conseil municipal (population légale 2011 : 3 175 habitants)
- 2 sièges à pourvoir au conseil communautaire (CA Ventoux-Comtat Venaissin)

|                          | Léopold Meynaud* | DVD            | 989   | 54,13  | 18 | 2 |  |  |
|                          | Christian Morard | DVD            | 838   | 45,86  | 5  |   |  |  |
|                          |                  |                |       |        |    |   |  |  |
| Inscrits                 | Inscrits         | Inscrits       | 2 515 | 100,00 |    |   |  |  |
| Abstentions              | Abstentions      | Abstentions    | 583   | 23,18  |    |   |  |  |
| Votants                  | Votants          | Votants        | 1 932 | 76,82  |    |   |  |  |
| Blancs et nuls           | Blancs et nuls   | Blancs et nuls | 105   | 5,43   |    |   |  |  |
| Exprimés                 | Exprimés         | Exprimés       | 1 827 | 94,57  |    |   |  |  |
| * Liste du maire sortant |                  |                |       |        |    |   |  |  |

### Carpentras
- Maire sortant : Francis Adolphe (PS)
- 35 sièges à pourvoir au conseil municipal (population légale 2011 : 28 815 habitants)
- 24 sièges à pourvoir au conseil communautaire (CA Ventoux-Comtat Venaissin)

| Tête de liste            | Tête de liste          | Liste          | Premier tour | Premier tour | Second tour | Second tour | Sièges | Sièges |
| Tête de liste            | Tête de liste          | Liste          | Voix         | %            | Voix        | %           | CM     | CC     |
| ------------------------ | ---------------------- | -------------- | ------------ | ------------ | ----------- | ----------- | ------ | ------ |
|                          | Francis Adolphe*       | PS-PCF-EELV    | 4 620        | 37,32        | 5 894       | 44,45       | 26     | 18     |
|                          | Hervé de Lépinau       | FN             | 4 255        | 34,37        | 5 588       | 42,14       | 7      | 5      |
|                          | Julien Aubert          | UMP            | 2 059        | 16,63        | 1 776       | 13,39       | 2      | 1      |
|                          | Jean-Luc Becker        | DVD            | 1 153        | 9,31         |             |             |        |        |
|                          | Béatrix Agius-castello | EXG            | 290          | 2,34         |             |             |        |        |
|                          |                        |                |              |              |             |             |        |        |
| Inscrits                 | Inscrits               | Inscrits       | 18 884       | 100,00       | 18 884      | 100,00      |        |        |
| Abstentions              | Abstentions            | Abstentions    | 6 309        | 33,41        | 5 376       | 28,47       |        |        |
| Votants                  | Votants                | Votants        | 12 575       | 66,59        | 13 508      | 71,53       |        |        |
| Blancs et nuls           | Blancs et nuls         | Blancs et nuls | 198          | 1,57         | 250         | 1,85        |        |        |
| Exprimés                 | Exprimés               | Exprimés       | 12 377       | 98,43        | 13 258      | 98,15       |        |        |
| * Liste du maire sortant |                        |                |              |              |             |             |        |        |

### Caumont-sur-Durance
- Maire sortant : Joël Fouiller
- 27 sièges à pourvoir au conseil municipal (population légale 2011 : 4 642 habitants)
- 2 sièges à pourvoir au conseil communautaire (CA Grand Avignon)

| Tête de liste            | Tête de liste  | Liste          | Premier tour | Premier tour | Second tour | Second tour | Sièges | Sièges |
| Tête de liste            | Tête de liste  | Liste          | Voix         | %            | Voix        | %           | CM     | CC     |
| ------------------------ | -------------- | -------------- | ------------ | ------------ | ----------- | ----------- | ------ | ------ |
|                          | Joël Fouiller* | SE             | 1 219        | 45,01        | 1 430       | 50,38       | 21     | 2      |
|                          | Éric Massey    | DVD            | 1 178        | 43,50        | 1 408       | 49,61       | 6      |        |
|                          | Alain Rivoal   | DVD            | 311          | 11,48        |             |             |        |        |
|                          |                |                |              |              |             |             |        |        |
| Inscrits                 | Inscrits       | Inscrits       | 3 721        | 100,00       | 3 720       | 100,00      |        |        |
| Abstentions              | Abstentions    | Abstentions    | 885          | 23,78        | 768         | 20,65       |        |        |
| Votants                  | Votants        | Votants        | 2 836        | 76,22        | 2 952       | 79,35       |        |        |
| Blancs et nuls           | Blancs et nuls | Blancs et nuls | 128          | 4,51         | 114         | 3,86        |        |        |
| Exprimés                 | Exprimés       | Exprimés       | 2 708        | 95,49        | 2 838       | 96,14       |        |        |
| * Liste du maire sortant |                |                |              |              |             |             |        |        |

### Cavaillon
- Maire sortant : Jean-Claude Bouchet (UMP)
- 35 sièges à pourvoir au conseil municipal (population légale 2011 : 25 486 habitants)
- 19 sièges à pourvoir au conseil communautaire (CA Luberon Monts de Vaucluse)

| Tête de liste            | Tête de liste         | Liste          | Premier tour | Premier tour | Second tour | Second tour | Sièges | Sièges |
| Tête de liste            | Tête de liste         | Liste          | Voix         | %            | Voix        | %           | CM     | CC     |
| ------------------------ | --------------------- | -------------- | ------------ | ------------ | ----------- | ----------- | ------ | ------ |
|                          | Jean-Claude Bouchet*  | DVD            | 4 097        | 41,58        | 5 243       | 50,64       | 27     | 15     |
|                          | Thibaut de la Tocnaye | FN             | 3 515        | 35,67        | 3 774       | 36,45       | 6      | 3      |
|                          | Olivier Florens       | PS-PCF-EELV    | 1 730        | 17,55        | 1 336       | 12,90       | 2      | 1      |
|                          | Guy Paillet           | EXD            | 511          | 5,18         |             |             |        |        |
|                          |                       |                |              |              |             |             |        |        |
| Inscrits                 | Inscrits              | Inscrits       | 17 285       | 100,00       | 17 286      | 100,00      |        |        |
| Abstentions              | Abstentions           | Abstentions    | 7 130        | 41,25        | 6 633       | 38,37       |        |        |
| Votants                  | Votants               | Votants        | 10 155       | 58,75        | 10 653      | 61,63       |        |        |
| Blancs et nuls           | Blancs et nuls        | Blancs et nuls | 302          | 2,97         | 300         | 2,82        |        |        |
| Exprimés                 | Exprimés              | Exprimés       | 9 853        | 97,03        | 10 353      | 97,18       |        |        |
| * Liste du maire sortant |                       |                |              |              |             |             |        |        |

### Châteauneuf-de-Gadagne
- Maire sortant : Pierre Molland
- 23 sièges à pourvoir au conseil municipal (population légale 2011 : 3 270 habitants)
- 7 sièges à pourvoir au conseil communautaire (CC Pays des Sorgues Monts de Vaucluse)

|                          | Pierre Molland*  | SE             | 1 319 | 67,98  | 20 | 7 |  |  |
|                          | Nadine Jaulent   | UMP            | 317   | 16,34  | 2  |   |  |  |
|                          | Jean-Paul Vilmer | DVG            | 304   | 15,67  | 1  |   |  |  |
|                          |                  |                |       |        |    |   |  |  |
| Inscrits                 | Inscrits         | Inscrits       | 2 767 | 100,00 |    |   |  |  |
| Abstentions              | Abstentions      | Abstentions    | 773   | 27,94  |    |   |  |  |
| Votants                  | Votants          | Votants        | 1 994 | 72,06  |    |   |  |  |
| Blancs et nuls           | Blancs et nuls   | Blancs et nuls | 54    | 2,71   |    |   |  |  |
| Exprimés                 | Exprimés         | Exprimés       | 1 940 | 97,29  |    |   |  |  |
| * Liste du maire sortant |                  |                |       |        |    |   |  |  |

### Châteauneuf-du-Pape
- Maire sortant : Jean-Pierre Boisson
- 19 sièges à pourvoir au conseil municipal (population légale 2011 : 2 159 habitants)
- 4 sièges à pourvoir au conseil communautaire (CC du Pays Réuni d'Orange)

|                          | Claude Avril         | DVD            | 821   | 64,19  | 16 | 3 |  |  |
|                          | Jean-Pierre Boisson* | DVD            | 458   | 35,81  | 3  | 1 |  |  |
|                          |                      |                |       |        |    |   |  |  |
| Inscrits                 | Inscrits             | Inscrits       | 1 599 | 100,00 |    |   |  |  |
| Abstentions              | Abstentions          | Abstentions    | 273   | 17,07  |    |   |  |  |
| Votants                  | Votants              | Votants        | 1 326 | 82,93  |    |   |  |  |
| Blancs et nuls           | Blancs et nuls       | Blancs et nuls | 47    | 3,54   |    |   |  |  |
| Exprimés                 | Exprimés             | Exprimés       | 1 279 | 96,46  |    |   |  |  |
| * Liste du maire sortant |                      |                |       |        |    |   |  |  |

### Cheval-Blanc
- Maire sortant : Christian Mounier
- 27 sièges à pourvoir au conseil municipal (population légale 2011 : 4 109 habitants)
- 4 sièges à pourvoir au conseil communautaire (CA Luberon Monts de Vaucluse)

|                          | Christian Mounier* | DVD            | 1 682 | 72,43  | 24 | 4 |  |  |
|                          | Serge Azzuro M     | DVD            | 640   | 27,56  | 3  |   |  |  |
|                          |                    |                |       |        |    |   |  |  |
| Inscrits                 | Inscrits           | Inscrits       | 3 189 | 100,00 |    |   |  |  |
| Abstentions              | Abstentions        | Abstentions    | 781   | 24,49  |    |   |  |  |
| Votants                  | Votants            | Votants        | 2 408 | 75,51  |    |   |  |  |
| Blancs et nuls           | Blancs et nuls     | Blancs et nuls | 86    | 3,57   |    |   |  |  |
| Exprimés                 | Exprimés           | Exprimés       | 2 322 | 96,43  |    |   |  |  |
| * Liste du maire sortant |                    |                |       |        |    |   |  |  |

### Courthézon
- Maire sortant : Alain Rochebonne (DVD)
- 29 sièges à pourvoir au conseil municipal (population légale 2011 : 5 418 habitants)
- 5 sièges à pourvoir au conseil communautaire (CC du Pays Réuni d'Orange)

|                          | Alain Rochebonne* | DVD            | 1 444 | 50,68  | 23 | 5 |  |  |
|                          | Jérôme Metay      | PS             | 713   | 25,02  | 3  |   |  |  |
|                          | Baptiste Grangeon | DVD            | 692   | 24,28  | 3  |   |  |  |
|                          |                   |                |       |        |    |   |  |  |
| Inscrits                 | Inscrits          | Inscrits       | 3 995 | 100,00 |    |   |  |  |
| Abstentions              | Abstentions       | Abstentions    | 1 063 | 26,61  |    |   |  |  |
| Votants                  | Votants           | Votants        | 2 932 | 73,39  |    |   |  |  |
| Blancs et nuls           | Blancs et nuls    | Blancs et nuls | 83    | 2,83   |    |   |  |  |
| Exprimés                 | Exprimés          | Exprimés       | 2 849 | 97,17  |    |   |  |  |
| * Liste du maire sortant |                   |                |       |        |    |   |  |  |

### Entraigues-sur-la-Sorgue
- Maire sortant : Guy Moureau (PCF)
- 29 sièges à pourvoir au conseil municipal (population légale 2011 : 7 941 habitants)
- 4 sièges à pourvoir au conseil communautaire (CA Grand Avignon)

|                          | Guy Moureau*                  | DVG            | 2 533 | 64,27  | 24 | 3 |  |  |
|                          | Christine D'ingrando-bertheau | DVD            | 1 408 | 35,72  | 5  | 1 |  |  |
|                          |                               |                |       |        |    |   |  |  |
| Inscrits                 | Inscrits                      | Inscrits       | 6 277 | 100,00 |    |   |  |  |
| Abstentions              | Abstentions                   | Abstentions    | 2 102 | 33,49  |    |   |  |  |
| Votants                  | Votants                       | Votants        | 4 175 | 66,51  |    |   |  |  |
| Blancs et nuls           | Blancs et nuls                | Blancs et nuls | 234   | 5,60   |    |   |  |  |
| Exprimés                 | Exprimés                      | Exprimés       | 3 941 | 94,40  |    |   |  |  |
| * Liste du maire sortant |                               |                |       |        |    |   |  |  |

### Gargas
- Maire sortant : Maxime Bey
- 23 sièges à pourvoir au conseil municipal (population légale 2011 : 2 900 habitants)
- 4 sièges à pourvoir au conseil communautaire (CC Pays d'Apt-Luberon)

|                          | Maxime Bey*    | DVG            | 1 058 | 100,00 | 23 | 4 |  |  |
|                          |                |                |       |        |    |   |  |  |
| Inscrits                 | Inscrits       | Inscrits       | 2 376 | 100,00 |    |   |  |  |
| Abstentions              | Abstentions    | Abstentions    | 964   | 40,57  |    |   |  |  |
| Votants                  | Votants        | Votants        | 1 412 | 59,43  |    |   |  |  |
| Blancs et nuls           | Blancs et nuls | Blancs et nuls | 354   | 25,07  |    |   |  |  |
| Exprimés                 | Exprimés       | Exprimés       | 1 058 | 74,93  |    |   |  |  |
| * Liste du maire sortant |                |                |       |        |    |   |  |  |

### Gordes
- Maire sortant : Maurice Chabert
- 19 sièges à pourvoir au conseil municipal (population légale 2011 : 2 056 habitants)
- 2 sièges à pourvoir au conseil communautaire (CA Luberon Monts de Vaucluse)

|                          | Maurice Chabert* | DVD            | 978   | 100,00 | 19 | 2 |  |  |
|                          |                  |                |       |        |    |   |  |  |
| Inscrits                 | Inscrits         | Inscrits       | 2 167 | 100,00 |    |   |  |  |
| Abstentions              | Abstentions      | Abstentions    | 985   | 45,45  |    |   |  |  |
| Votants                  | Votants          | Votants        | 1 182 | 54,55  |    |   |  |  |
| Blancs et nuls           | Blancs et nuls   | Blancs et nuls | 204   | 17,26  |    |   |  |  |
| Exprimés                 | Exprimés         | Exprimés       | 978   | 82,74  |    |   |  |  |
| * Liste du maire sortant |                  |                |       |        |    |   |  |  |

### Jonquières
- Maire sortant : Louis Biscarrat
- 27 sièges à pourvoir au conseil municipal (population légale 2011 : 4 710 habitants)
- 5 sièges à pourvoir au conseil communautaire (CC du Pays Réuni d'Orange)

| Tête de liste            | Tête de liste     | Liste          | Premier tour | Premier tour | Second tour | Second tour | Sièges | Sièges |
| Tête de liste            | Tête de liste     | Liste          | Voix         | %            | Voix        | %           | CM     | CC     |
| ------------------------ | ----------------- | -------------- | ------------ | ------------ | ----------- | ----------- | ------ | ------ |
|                          | Louis Biscarrat*  | DVD            | 1 004        | 39,17        | 1 141       | 43,05       | 20     | 4      |
|                          | Thierry Vermeille | DVD            | 742          | 28,95        | 898         | 33,88       | 4      | 1      |
|                          | Pierre Belmontet  | FN             | 490          | 19,11        | 370         | 13,96       | 2      |        |
|                          | Florence Long     | PS-PCF-EELV    | 327          | 12,75        | 241         | 9,09        | 1      |        |
|                          |                   |                |              |              |             |             |        |        |
| Inscrits                 | Inscrits          | Inscrits       | 3 435        | 100,00       | 3 635       | 100,00      |        |        |
| Abstentions              | Abstentions       | Abstentions    | 811          | 23,61        | 940         | 25,86       |        |        |
| Votants                  | Votants           | Votants        | 2 624        | 76,39        | 2 695       | 74,14       |        |        |
| Blancs et nuls           | Blancs et nuls    | Blancs et nuls | 61           | 2,32         | 45          | 1,67        |        |        |
| Exprimés                 | Exprimés          | Exprimés       | 2 563        | 97,68        | 2 650       | 98,33       |        |        |
| * Liste du maire sortant |                   |                |              |              |             |             |        |        |

### L'Isle-sur-la-Sorgue
- Maire sortant : Pierre Gonzalvez (UMP)
- 33 sièges à pourvoir au conseil municipal (population légale 2011 : 19 086 habitants)
- 18 sièges à pourvoir au conseil communautaire (CC Pays des Sorgues Monts de Vaucluse)

| Tête de liste            | Tête de liste         | Liste          | Premier tour | Premier tour | Second tour | Second tour | Sièges | Sièges |
| Tête de liste            | Tête de liste         | Liste          | Voix         | %            | Voix        | %           | CM     | CC     |
| ------------------------ | --------------------- | -------------- | ------------ | ------------ | ----------- | ----------- | ------ | ------ |
|                          | Pierre Gonzalvez*     | UMP            | 2 601        | 26,88        | 3 736       | 37,27       | 23     | 13     |
|                          | Michel Fuillet        | DVG            | 2 009        | 20,76        | 2 327       | 23,21       | 4      | 2      |
|                          | Émile Cavasino        | FN             | 1 926        | 19,90        | 1 676       | 16,71       | 3      | 1      |
|                          | Henri-Paul Pellegrino | DVD            | 1 664        | 17,19        | 1 249       | 12,46       | 2      | 1      |
|                          | Catherine Legier M    | DVG            | 1 475        | 15,24        | 1 036       | 10,33       | 1      | 1      |
|                          |                       |                |              |              |             |             |        |        |
| Inscrits                 | Inscrits              | Inscrits       | 15 008       | 100,00       | 14 942      | 100,00      |        |        |
| Abstentions              | Abstentions           | Abstentions    | 5 111        | 34,06        | 4 730       | 31,66       |        |        |
| Votants                  | Votants               | Votants        | 9 897        | 65,94        | 10 212      | 68,34       |        |        |
| Blancs et nuls           | Blancs et nuls        | Blancs et nuls | 222          | 2,24         | 188         | 1,84        |        |        |
| Exprimés                 | Exprimés              | Exprimés       | 9 675        | 97,76        | 10 024      | 98,16       |        |        |
| * Liste du maire sortant |                       |                |              |              |             |             |        |        |

### La Tour-d'Aigues
- Maire sortant : Jean-François Lovisolo
- 27 sièges à pourvoir au conseil municipal (population légale 2011 : 4 028 habitants)
- 4 sièges à pourvoir au conseil communautaire (CC Communauté territoriale du Sud Luberon)

|                          | Jean-François Lovisolo* | PS-PCF-EELV    | 1 479 | 60,86  | 22 | 3 |  |  |
|                          | Antoine Medvedowsky     | SE             | 752   | 30,94  | 4  | 1 |  |  |
|                          | Robert Reynier          | UMP            | 199   | 8,18   | 1  |   |  |  |
|                          |                         |                |       |        |    |   |  |  |
| Inscrits                 | Inscrits                | Inscrits       | 3 254 | 100,00 |    |   |  |  |
| Abstentions              | Abstentions             | Abstentions    | 783   | 24,06  |    |   |  |  |
| Votants                  | Votants                 | Votants        | 2 471 | 75,94  |    |   |  |  |
| Blancs et nuls           | Blancs et nuls          | Blancs et nuls | 41    | 1,66   |    |   |  |  |
| Exprimés                 | Exprimés                | Exprimés       | 2 430 | 98,34  |    |   |  |  |
| * Liste du maire sortant |                         |                |       |        |    |   |  |  |

### Lapalud
- Maire sortant : Jean-Pierre Lambertin (PS)
- 27 sièges à pourvoir au conseil municipal (population légale 2011 : 3 910 habitants)
- 6 sièges à pourvoir au conseil communautaire (CC Rhône Lez Provence)

|                | Guy Soulavie      | PS             | 916   | 50,41  | 21 | 5 |  |  |
|                | Jean-Claude André | DVD            | 901   | 49,58  | 6  | 1 |  |  |
|                |                   |                |       |        |    |   |  |  |
| Inscrits       | Inscrits          | Inscrits       | 2 812 | 100,00 |    |   |  |  |
| Abstentions    | Abstentions       | Abstentions    | 912   | 32,43  |    |   |  |  |
| Votants        | Votants           | Votants        | 1 900 | 67,57  |    |   |  |  |
| Blancs et nuls | Blancs et nuls    | Blancs et nuls | 83    | 4,37   |    |   |  |  |
| Exprimés       | Exprimés          | Exprimés       | 1 817 | 95,63  |    |   |  |  |

### Lauris
- Maire sortant : Gérard Despierre
- 27 sièges à pourvoir au conseil municipal (population légale 2011 : 3 709 habitants)
- 6 sièges à pourvoir au conseil communautaire (CA Luberon Monts de Vaucluse)

| Tête de liste            | Tête de liste     | Liste          | Premier tour | Premier tour | Second tour | Second tour | Sièges | Sièges |
| Tête de liste            | Tête de liste     | Liste          | Voix         | %            | Voix        | %           | CM     | CC     |
| ------------------------ | ----------------- | -------------- | ------------ | ------------ | ----------- | ----------- | ------ | ------ |
|                          | André Rousset     | DVG            | 791          | 39,94        | 917         | 43,79       | 20     | 5      |
|                          | Georges Frances   | DVD            | 635          | 32,07        | 776         | 37,05       | 5      | 1      |
|                          | Gérard Despierre* | DVD            | 554          | 27,97        | 401         | 19,14       | 2      |        |
|                          |                   |                |              |              |             |             |        |        |
| Inscrits                 | Inscrits          | Inscrits       | 2 972        | 100,00       | 2 972       | 100,00      |        |        |
| Abstentions              | Abstentions       | Abstentions    | 912          | 30,69        | 833         | 28,03       |        |        |
| Votants                  | Votants           | Votants        | 2 060        | 69,31        | 2 139       | 71,97       |        |        |
| Blancs et nuls           | Blancs et nuls    | Blancs et nuls | 80           | 3,88         | 45          | 2,10        |        |        |
| Exprimés                 | Exprimés          | Exprimés       | 1 980        | 96,12        | 2 094       | 97,90       |        |        |
| * Liste du maire sortant |                   |                |              |              |             |             |        |        |

### Le Pontet
- Maire sortant : Béatrice Lecoq
- 33 sièges à pourvoir au conseil municipal (population légale 2011 : 16 899 habitants)
- 7 sièges à pourvoir au conseil communautaire (CA Grand Avignon)

| Tête de liste  | Tête de liste        | Liste          | Premier tour | Premier tour | Second tour | Second tour | Sièges | Sièges |
| Tête de liste  | Tête de liste        | Liste          | Voix         | %            | Voix        | %           | CM     | CC     |
| -------------- | -------------------- | -------------- | ------------ | ------------ | ----------- | ----------- | ------ | ------ |
|                | Joris Hébrard        | FN             | 2 446        | 34,65        | 3 141       | 42,62       | 24     | 6      |
|                | Claude Toutain       | UMP            | 1 987        | 28,15        | 3 134       | 42,52       | 7      | 1      |
|                | Frédéric Quet        | DVD            | 1 084        | 15,35        | 1 094       | 14,84       | 2      |        |
|                | Miliani Makhechouche | PS-PCF-EELV    | 926          | 13,11        |             |             |        |        |
|                | Jean-Pierre Brun     | DVD            | 615          | 8,71         |             |             |        |        |
|                |                      |                |              |              |             |             |        |        |
| Inscrits       | Inscrits             | Inscrits       | 11 287       | 100,00       | 11 187      | 100,00      |        |        |
| Abstentions    | Abstentions          | Abstentions    | 4 018        | 35,60        | 3 503       | 31,31       |        |        |
| Votants        | Votants              | Votants        | 7 269        | 64,40        | 7 684       | 68,69       |        |        |
| Blancs et nuls | Blancs et nuls       | Blancs et nuls | 211          | 2,90         | 315         | 4,10        |        |        |
| Exprimés       | Exprimés             | Exprimés       | 7 058        | 97,10        | 7 369       | 95,90       |        |        |

### Le Thor
- Maire sortant : Jacques Olivier (EELV)
- 29 sièges à pourvoir au conseil municipal (population légale 2011 : 8 396 habitants)
- 12 sièges à pourvoir au conseil communautaire (CC Pays des Sorgues Monts de Vaucluse)

| Tête de liste            | Tête de liste       | Liste          | Premier tour | Premier tour | Second tour | Second tour | Sièges | Sièges |
| Tête de liste            | Tête de liste       | Liste          | Voix         | %            | Voix        | %           | CM     | CC     |
| ------------------------ | ------------------- | -------------- | ------------ | ------------ | ----------- | ----------- | ------ | ------ |
|                          | Yves Bayon De Noyer | SE             | 2 099        | 49,34        | 2 904       | 68,02       | 25     | 10     |
|                          | Jacques Olivier*    | EELV           | 1 367        | 32,13        | 1 365       | 31,97       | 4      | 2      |
|                          | Jean-Marie Bonet    | UMP            | 788          | 18,52        |             |             |        |        |
|                          |                     |                |              |              |             |             |        |        |
| Inscrits                 | Inscrits            | Inscrits       | 6 097        | 100,00       | 6 097       | 100,00      |        |        |
| Abstentions              | Abstentions         | Abstentions    | 1 717        | 28,16        | 1 692       | 27,75       |        |        |
| Votants                  | Votants             | Votants        | 4 380        | 71,84        | 4 405       | 72,25       |        |        |
| Blancs et nuls           | Blancs et nuls      | Blancs et nuls | 126          | 2,88         | 136         | 3,09        |        |        |
| Exprimés                 | Exprimés            | Exprimés       | 4 254        | 97,12        | 4 269       | 96,91       |        |        |
| * Liste du maire sortant |                     |                |              |              |             |             |        |        |

### Loriol-du-Comtat
- Maire sortant : Michel Nicolet
- 19 sièges à pourvoir au conseil municipal (population légale 2011 : 2 422 habitants)
- 2 sièges à pourvoir au conseil communautaire (CA Ventoux-Comtat Venaissin)

|                          | Gérard Borgo M  | DVD            | 637   | 53,12  | 15 | 2 |  |  |
|                          | Michel Nicolet* | DVD            | 562   | 46,87  | 4  |   |  |  |
|                          |                 |                |       |        |    |   |  |  |
| Inscrits                 | Inscrits        | Inscrits       | 1 854 | 100,00 |    |   |  |  |
| Abstentions              | Abstentions     | Abstentions    | 605   | 32,63  |    |   |  |  |
| Votants                  | Votants         | Votants        | 1 249 | 67,37  |    |   |  |  |
| Blancs et nuls           | Blancs et nuls  | Blancs et nuls | 50    | 4,00   |    |   |  |  |
| Exprimés                 | Exprimés        | Exprimés       | 1 199 | 96,00  |    |   |  |  |
| * Liste du maire sortant |                 |                |       |        |    |   |  |  |

### Malaucène
- Maire sortant : Dominique Bodon
- 23 sièges à pourvoir au conseil municipal (population légale 2011 : 2 683 habitants)
- 2 sièges à pourvoir au conseil communautaire (CA Ventoux-Comtat Venaissin)

| Tête de liste            | Tête de liste      | Liste          | Premier tour | Premier tour | Second tour | Second tour | Sièges | Sièges |
| Tête de liste            | Tête de liste      | Liste          | Voix         | %            | Voix        | %           | CM     | CC     |
| ------------------------ | ------------------ | -------------- | ------------ | ------------ | ----------- | ----------- | ------ | ------ |
|                          | Dominique Bodon*   | UMP            | 781          | 47,10        | 855         | 51,25       | 18     | 2      |
|                          | Xavier Masingue    | SE             | 379          | 22,85        | 438         | 26,25       | 3      |        |
|                          | Daniel Hermsdorff  | DVG            | 335          | 20,20        | 375         | 22,48       | 2      |        |
|                          | Christiane Leblond | DVD            | 163          | 9,83         |             |             |        |        |
|                          |                    |                |              |              |             |             |        |        |
| Inscrits                 | Inscrits           | Inscrits       | 2 224        | 100,00       | 2 226       | 100,00      |        |        |
| Abstentions              | Abstentions        | Abstentions    | 487          | 21,90        | 492         | 22,10       |        |        |
| Votants                  | Votants            | Votants        | 1 737        | 78,10        | 1 734       | 77,90       |        |        |
| Blancs et nuls           | Blancs et nuls     | Blancs et nuls | 79           | 4,55         | 66          | 3,81        |        |        |
| Exprimés                 | Exprimés           | Exprimés       | 1 658        | 95,45        | 1 668       | 96,19       |        |        |
| * Liste du maire sortant |                    |                |              |              |             |             |        |        |

### Mazan
- Maire sortant : Aimé Navello (DVD)
- 29 sièges à pourvoir au conseil municipal (population légale 2011 : 5 791 habitants)
- 4 sièges à pourvoir au conseil communautaire (CA Ventoux-Comtat Venaissin)

| Tête de liste            | Tête de liste         | Liste          | Premier tour | Premier tour | Second tour | Second tour | Sièges | Sièges |
| Tête de liste            | Tête de liste         | Liste          | Voix         | %            | Voix        | %           | CM     | CC     |
| ------------------------ | --------------------- | -------------- | ------------ | ------------ | ----------- | ----------- | ------ | ------ |
|                          | Aimé Navello*         | DVD            | 1 260        | 43,76        | 1 413       | 46,38       | 22     | 3      |
|                          | Louis Bonnet          | UMP            | 1 101        | 38,24        | 1 260       | 41,36       | 6      | 1      |
|                          | Jean-François Clapaud | DVG            | 518          | 17,99        | 373         | 12,24       | 1      |        |
|                          |                       |                |              |              |             |             |        |        |
| Inscrits                 | Inscrits              | Inscrits       | 4 605        | 100,00       | 4 607       | 100,00      |        |        |
| Abstentions              | Abstentions           | Abstentions    | 1 591        | 34,55        | 1 458       | 31,65       |        |        |
| Votants                  | Votants               | Votants        | 3 014        | 65,45        | 3 149       | 68,35       |        |        |
| Blancs et nuls           | Blancs et nuls        | Blancs et nuls | 135          | 4,48         | 103         | 3,27        |        |        |
| Exprimés                 | Exprimés              | Exprimés       | 2 879        | 95,52        | 3 046       | 96,73       |        |        |
| * Liste du maire sortant |                       |                |              |              |             |             |        |        |

### Mondragon
- Maire sortant : Christian Peyron
- 27 sièges à pourvoir au conseil municipal (population légale 2011 : 3 709 habitants)
- 6 sièges à pourvoir au conseil communautaire (CC Rhône Lez Provence)

|                          | Christian Peyron* | DVG            | 1 382 | 71,05  | 23 | 5 |  |  |
|                          | Serge Bastet      | DVG            | 563   | 28,94  | 4  | 1 |  |  |
|                          |                   |                |       |        |    |   |  |  |
| Inscrits                 | Inscrits          | Inscrits       | 2 806 | 100,00 |    |   |  |  |
| Abstentions              | Abstentions       | Abstentions    | 811   | 28,90  |    |   |  |  |
| Votants                  | Votants           | Votants        | 1 995 | 71,10  |    |   |  |  |
| Blancs et nuls           | Blancs et nuls    | Blancs et nuls | 50    | 2,51   |    |   |  |  |
| Exprimés                 | Exprimés          | Exprimés       | 1 945 | 97,49  |    |   |  |  |
| * Liste du maire sortant |                   |                |       |        |    |   |  |  |

### Monteux
- Maire sortant : Christian Gros (PS)
- 33 sièges à pourvoir au conseil municipal (population légale 2011 : 11 122 habitants)
- 13 sièges à pourvoir au conseil communautaire (CA Les Sorgues du Comtat)

| Tête de liste            | Tête de liste     | Liste          | Premier tour | Premier tour | Second tour | Second tour | Sièges | Sièges |
| Tête de liste            | Tête de liste     | Liste          | Voix         | %            | Voix        | %           | CM     | CC     |
| ------------------------ | ----------------- | -------------- | ------------ | ------------ | ----------- | ----------- | ------ | ------ |
|                          | Christian Gros*   | PS             | 2 620        | 43,84        | 2 851       | 47,50       | 25     | 10     |
|                          | Jacqueline Bouyac | UMP            | 1 583        | 26,49        | 1 745       | 29,07       | 4      | 2      |
|                          | Rémy Arnaud       | FN             | 1 492        | 24,97        | 1 406       | 23,42       | 4      | 1      |
|                          | Alain Bernabe     | DVD            | 280          | 4,68         |             |             |        |        |
|                          | Roland Ceysson    | DVG            | 0            | 0,00         |             |             |        |        |
|                          |                   |                |              |              |             |             |        |        |
| Inscrits                 | Inscrits          | Inscrits       | 8 744        | 100,00       | 8 739       | 100,00      |        |        |
| Abstentions              | Abstentions       | Abstentions    | 2 627        | 30,04        | 2 598       | 29,73       |        |        |
| Votants                  | Votants           | Votants        | 6 117        | 69,96        | 6 141       | 70,27       |        |        |
| Blancs et nuls           | Blancs et nuls    | Blancs et nuls | 142          | 2,32         | 139         | 2,26        |        |        |
| Exprimés                 | Exprimés          | Exprimés       | 5 975        | 97,68        | 6 002       | 97,74       |        |        |
| * Liste du maire sortant |                   |                |              |              |             |             |        |        |

### Morières-lès-Avignon
- Maire sortant : Joël Granier (PS)
- 29 sièges à pourvoir au conseil municipal (population légale 2011 : 7 741 habitants)
- 4 sièges à pourvoir au conseil communautaire (CA Grand Avignon)

| Tête de liste            | Tête de liste   | Liste          | Premier tour | Premier tour | Second tour | Second tour | Sièges | Sièges |
| Tête de liste            | Tête de liste   | Liste          | Voix         | %            | Voix        | %           | CM     | CC     |
| ------------------------ | --------------- | -------------- | ------------ | ------------ | ----------- | ----------- | ------ | ------ |
|                          | Joël Granier*   | PS             | 1 908        | 48,40        | 2 097       | 50,16       | 22     | 3      |
|                          | Bernard Bru     | DVD            | 1 115        | 28,28        | 2 083       | 49,83       | 7      | 1      |
|                          | Grégoire Souque | DVD            | 919          | 23,31        |             |             |        |        |
|                          |                 |                |              |              |             |             |        |        |
| Inscrits                 | Inscrits        | Inscrits       | 6 000        | 100,00       | 6 000       | 100,00      |        |        |
| Abstentions              | Abstentions     | Abstentions    | 1 883        | 31,38        | 1 676       | 27,93       |        |        |
| Votants                  | Votants         | Votants        | 4 117        | 68,62        | 4 324       | 72,07       |        |        |
| Blancs et nuls           | Blancs et nuls  | Blancs et nuls | 175          | 4,25         | 144         | 3,33        |        |        |
| Exprimés                 | Exprimés        | Exprimés       | 3 942        | 95,75        | 4 180       | 96,67       |        |        |
| * Liste du maire sortant |                 |                |              |              |             |             |        |        |

### Mornas
- Maire sortant : Denis Dussargues
- 19 sièges à pourvoir au conseil municipal (population légale 2011 : 2 320 habitants)
- 3 sièges à pourvoir au conseil communautaire (CC Rhône Lez Provence)

| Tête de liste            | Tête de liste     | Liste          | Premier tour | Premier tour | Second tour | Second tour | Sièges | Sièges |
| Tête de liste            | Tête de liste     | Liste          | Voix         | %            | Voix        | %           | CM     | CC     |
| ------------------------ | ----------------- | -------------- | ------------ | ------------ | ----------- | ----------- | ------ | ------ |
|                          | Denis Dussargues* | SE             | 613          | 44,67        | 701         | 50,25       | 15     | 2      |
|                          | Katy Ricard       | DVG            | 489          | 35,64        | 694         | 49,74       | 4      | 1      |
|                          | Carmen Berluti    | LS             | 196          | 14,28        |             |             |        |        |
|                          | Pierre Vaque      | SE             | 74           | 5,39         |             |             |        |        |
|                          |                   |                |              |              |             |             |        |        |
| Inscrits                 | Inscrits          | Inscrits       | 1 950        | 100,00       | 1 950       | 100,00      |        |        |
| Abstentions              | Abstentions       | Abstentions    | 553          | 28,36        | 529         | 27,13       |        |        |
| Votants                  | Votants           | Votants        | 1 397        | 71,64        | 1 421       | 72,87       |        |        |
| Blancs et nuls           | Blancs et nuls    | Blancs et nuls | 25           | 1,79         | 26          | 1,83        |        |        |
| Exprimés                 | Exprimés          | Exprimés       | 1 372        | 98,21        | 1 395       | 98,17       |        |        |
| * Liste du maire sortant |                   |                |              |              |             |             |        |        |

### Orange
- Maire sortant : Jacques Bompard (LS)
- 35 sièges à pourvoir au conseil municipal (population légale 2011 : 29 302 habitants)
- 15 sièges à pourvoir au conseil communautaire (CC du Pays Réuni d'Orange)

|                          | Jacques Bompard*             | LS             | 6 879  | 59,82  | 29 | 13 |  |  |
|                          | Anne-Marie Hautant           | DVG            | 1 743  | 15,15  | 3  | 1  |  |  |
|                          | Jean-Philippe Maton-Weismann | UMP            | 1 467  | 12,75  | 2  | 1  |  |  |
|                          | Fabienne Haloui              | FG             | 997    | 8,67   | 1  |    |  |  |
|                          | Laurent Concetti             | EXD            | 413    | 3,59   |    |    |  |  |
|                          |                              |                |        |        |    |    |  |  |
| Inscrits                 | Inscrits                     | Inscrits       | 18 499 | 100,00 |    |    |  |  |
| Abstentions              | Abstentions                  | Abstentions    | 6 444  | 34,83  |    |    |  |  |
| Votants                  | Votants                      | Votants        | 12 055 | 65,17  |    |    |  |  |
| Blancs et nuls           | Blancs et nuls               | Blancs et nuls | 556    | 4,61   |    |    |  |  |
| Exprimés                 | Exprimés                     | Exprimés       | 11 499 | 95,39  |    |    |  |  |
| * Liste du maire sortant |                              |                |        |        |    |    |  |  |

### Pernes-les-Fontaines
- Maire sortant : Pierre Gabert (DVD)
- 33 sièges à pourvoir au conseil municipal (population légale 2011 : 10 496 habitants)
- 13 sièges à pourvoir au conseil communautaire (CA Les Sorgues du Comtat)

|                          | Pierre Gabert* | DVD            | 4 334 | 76,41  | 29 | 12 |  |  |
|                          | Robert Igoulen | DVG            | 1 338 | 23,58  | 4  | 1  |  |  |
|                          |                |                |       |        |    |    |  |  |
| Inscrits                 | Inscrits       | Inscrits       | 8 473 | 100,00 |    |    |  |  |
| Abstentions              | Abstentions    | Abstentions    | 2 581 | 30,46  |    |    |  |  |
| Votants                  | Votants        | Votants        | 5 892 | 69,54  |    |    |  |  |
| Blancs et nuls           | Blancs et nuls | Blancs et nuls | 220   | 3,73   |    |    |  |  |
| Exprimés                 | Exprimés       | Exprimés       | 5 672 | 96,27  |    |    |  |  |
| * Liste du maire sortant |                |                |       |        |    |    |  |  |

### Pertuis
- Maire sortant : Roger Pellenc (UMP)
- 33 sièges à pourvoir au conseil municipal (population légale 2011 : 19 033 habitants)
- 4 sièges à pourvoir au conseil communautaire (Métropole d'Aix-Marseille-Provence)

| Tête de liste            | Tête de liste    | Liste          | Premier tour | Premier tour | Second tour | Second tour | Sièges | Sièges |
| Tête de liste            | Tête de liste    | Liste          | Voix         | %            | Voix        | %           | CM     | CC     |
| ------------------------ | ---------------- | -------------- | ------------ | ------------ | ----------- | ----------- | ------ | ------ |
|                          | Roger Pellenc*   | DVD            | 3 886        | 42,33        | 4 787       | 50,59       | 25     | 3      |
|                          | Fabien Perez     | PS             | 2 500        | 27,23        | 3 796       | 40,12       | 7      | 1      |
|                          | Roland Zorzan    | DVG            | 1 562        | 17,01        |             |             |        |        |
|                          | Alexandre Vallet | FN             | 1 231        | 13,41        | 878         | 9,28        | 1      |        |
|                          |                  |                |              |              |             |             |        |        |
| Inscrits                 | Inscrits         | Inscrits       | 15 061       | 100,00       | 15 002      | 100,00      |        |        |
| Abstentions              | Abstentions      | Abstentions    | 5 662        | 37,59        | 5 258       | 35,05       |        |        |
| Votants                  | Votants          | Votants        | 9 399        | 62,41        | 9 744       | 64,95       |        |        |
| Blancs et nuls           | Blancs et nuls   | Blancs et nuls | 220          | 2,34         | 283         | 2,90        |        |        |
| Exprimés                 | Exprimés         | Exprimés       | 9 179        | 97,66        | 9 461       | 97,10       |        |        |
| * Liste du maire sortant |                  |                |              |              |             |             |        |        |

### Piolenc
- Maire sortant : Louis Driey (LS)
- 29 sièges à pourvoir au conseil municipal (population légale 2011 : 5 080 habitants)
- 8 sièges à pourvoir au conseil communautaire (CC Aygues Ouvèze en Provence)

|                          | Louis Driey*   | LS             | 1 564 | 56,81  | 23 | 6 |  |  |
|                          | Claude Raoux   | DVD            | 1 189 | 43,18  | 6  | 2 |  |  |
|                          |                |                |       |        |    |   |  |  |
| Inscrits                 | Inscrits       | Inscrits       | 3 935 | 100,00 |    |   |  |  |
| Abstentions              | Abstentions    | Abstentions    | 1 036 | 26,33  |    |   |  |  |
| Votants                  | Votants        | Votants        | 2 899 | 73,67  |    |   |  |  |
| Blancs et nuls           | Blancs et nuls | Blancs et nuls | 146   | 5,04   |    |   |  |  |
| Exprimés                 | Exprimés       | Exprimés       | 2 753 | 94,96  |    |   |  |  |
| * Liste du maire sortant |                |                |       |        |    |   |  |  |

### Robion
- Maire sortant : Robert Frassi
- 27 sièges à pourvoir au conseil municipal (population légale 2011 : 4 141 habitants)
- 4 sièges à pourvoir au conseil communautaire (CA Luberon Monts de Vaucluse)

| Tête de liste  | Tête de liste  | Liste          | Premier tour | Premier tour | Second tour | Second tour | Sièges | Sièges |
| Tête de liste  | Tête de liste  | Liste          | Voix         | %            | Voix        | %           | CM     | CC     |
| -------------- | -------------- | -------------- | ------------ | ------------ | ----------- | ----------- | ------ | ------ |
|                | Michel Granier | DVG            | 1 028        | 44,63        | 1 812       | 46,44       | 6      | 1      |
|                | Patrick Sintès | DVD            | 796          | 34,56        | 2 089       | 53,55       | 21     | 3      |
|                | Gérard Darries | DVD            | 479          | 20,79        |             |             |        |        |
|                |                |                |              |              |             |             |        |        |
| Inscrits       | Inscrits       | Inscrits       | 3 522        | 100,00       | 5 808       | 100,00      |        |        |
| Abstentions    | Abstentions    | Abstentions    | 1 115        | 31,66        | 1 765       | 30,39       |        |        |
| Votants        | Votants        | Votants        | 2 407        | 68,34        | 4 043       | 69,61       |        |        |
| Blancs et nuls | Blancs et nuls | Blancs et nuls | 104          | 4,32         | 142         | 3,51        |        |        |
| Exprimés       | Exprimés       | Exprimés       | 2 303        | 95,68        | 3 901       | 96,49       |        |        |

### Saint-Didier
- Maire sortant : Gilles Vève
- 19 sièges à pourvoir au conseil municipal (population légale 2011 : 2 149 habitants)
- 2 sièges à pourvoir au conseil communautaire (CA Ventoux-Comtat Venaissin)

|                          | Gilles Vève*   | DVD            | 803   | 66,19  | 16 | 2 |  |  |
|                          | Pierre Silvain | DVD            | 410   | 33,80  | 3  |   |  |  |
|                          |                |                |       |        |    |   |  |  |
| Inscrits                 | Inscrits       | Inscrits       | 1 743 | 100,00 |    |   |  |  |
| Abstentions              | Abstentions    | Abstentions    | 480   | 27,54  |    |   |  |  |
| Votants                  | Votants        | Votants        | 1 263 | 72,46  |    |   |  |  |
| Blancs et nuls           | Blancs et nuls | Blancs et nuls | 50    | 3,96   |    |   |  |  |
| Exprimés                 | Exprimés       | Exprimés       | 1 213 | 96,04  |    |   |  |  |
| * Liste du maire sortant |                |                |       |        |    |   |  |  |

### Saint-Saturnin-lès-Apt
- Maire sortant : Christian Bellot
- 23 sièges à pourvoir au conseil municipal (population légale 2011 : 2 722 habitants)
- 4 sièges à pourvoir au conseil communautaire (CC Pays d'Apt-Luberon)

|                          | Christian Bellot* | DVG            | 1 027 | 100,00 | 23 | 4 |  |  |
|                          |                   |                |       |        |    |   |  |  |
| Inscrits                 | Inscrits          | Inscrits       | 2 206 | 100,00 |    |   |  |  |
| Abstentions              | Abstentions       | Abstentions    | 868   | 39,35  |    |   |  |  |
| Votants                  | Votants           | Votants        | 1 338 | 60,65  |    |   |  |  |
| Blancs et nuls           | Blancs et nuls    | Blancs et nuls | 311   | 23,24  |    |   |  |  |
| Exprimés                 | Exprimés          | Exprimés       | 1 027 | 76,76  |    |   |  |  |
| * Liste du maire sortant |                   |                |       |        |    |   |  |  |

### Saint-Saturnin-lès-Avignon
- Maire sortant : Bernard Goudon (DVD)
- 27 sièges à pourvoir au conseil municipal (population légale 2011 : 4 820 habitants)
- 2 sièges à pourvoir au conseil communautaire (CA Grand Avignon)

|                          | Jean Favier     | SE             | 1 608 | 58,70  | 22 | 2 |  |  |
|                          | Bernard Goudon* | SE             | 1 131 | 41,29  | 5  |   |  |  |
|                          |                 |                |       |        |    |   |  |  |
| Inscrits                 | Inscrits        | Inscrits       | 3 866 | 100,00 |    |   |  |  |
| Abstentions              | Abstentions     | Abstentions    | 1 002 | 25,92  |    |   |  |  |
| Votants                  | Votants         | Votants        | 2 864 | 74,08  |    |   |  |  |
| Blancs et nuls           | Blancs et nuls  | Blancs et nuls | 125   | 4,36   |    |   |  |  |
| Exprimés                 | Exprimés        | Exprimés       | 2 739 | 95,64  |    |   |  |  |
| * Liste du maire sortant |                 |                |       |        |    |   |  |  |

### Sainte-Cécile-les-Vignes
- Maire sortant : Max Ivan
- 19 sièges à pourvoir au conseil municipal (population légale 2011 : 2 353 habitants)
- 4 sièges à pourvoir au conseil communautaire (CC Aygues Ouvèze en Provence)

| Tête de liste            | Tête de liste      | Liste          | Premier tour | Premier tour | Second tour | Second tour | Sièges | Sièges |
| Tête de liste            | Tête de liste      | Liste          | Voix         | %            | Voix        | %           | CM     | CC     |
| ------------------------ | ------------------ | -------------- | ------------ | ------------ | ----------- | ----------- | ------ | ------ |
|                          | Max Ivan*          | DVG            | 624          | 43,94        | 790         | 55,05       | 15     | 3      |
|                          | Jean-Luc Bringuier | SE             | 451          | 31,76        | 645         | 44,94       | 4      | 1      |
|                          | Pierre Bressieux   | DVD            | 345          | 24,29        |             |             |        |        |
|                          |                    |                |              |              |             |             |        |        |
| Inscrits                 | Inscrits           | Inscrits       | 1 829        | 100,00       | 1 829       | 100,00      |        |        |
| Abstentions              | Abstentions        | Abstentions    | 365          | 19,96        | 344         | 18,81       |        |        |
| Votants                  | Votants            | Votants        | 1 464        | 80,04        | 1 485       | 81,19       |        |        |
| Blancs et nuls           | Blancs et nuls     | Blancs et nuls | 44           | 3,01         | 50          | 3,37        |        |        |
| Exprimés                 | Exprimés           | Exprimés       | 1 420        | 96,99        | 1 435       | 96,63       |        |        |
| * Liste du maire sortant |                    |                |              |              |             |             |        |        |

### Sarrians
- Maire sortant : Michel Bayet (PS)
- 29 sièges à pourvoir au conseil municipal (population légale 2011 : 5 837 habitants)
- 4 sièges à pourvoir au conseil communautaire (CA Ventoux-Comtat Venaissin)

| Tête de liste  | Tête de liste         | Liste          | Premier tour | Premier tour | Second tour | Second tour | Sièges | Sièges |
| Tête de liste  | Tête de liste         | Liste          | Voix         | %            | Voix        | %           | CM     | CC     |
| -------------- | --------------------- | -------------- | ------------ | ------------ | ----------- | ----------- | ------ | ------ |
|                | Anne-Marie Bardet     | UMP            | 973          | 33,90        | 1 320       | 44,63       | 22     | 3      |
|                | Pascal Bourez         | DVD            | 937          | 32,64        | 1 104       | 37,33       | 5      | 1      |
|                | Robert Onde           | PS             | 553          | 19,26        | 533         | 18,02       | 2      |        |
|                | Jean-François Nicolao | DVG            | 407          | 14,18        |             |             |        |        |
|                |                       |                |              |              |             |             |        |        |
| Inscrits       | Inscrits              | Inscrits       | 4 326        | 100,00       | 4 326       | 100,00      |        |        |
| Abstentions    | Abstentions           | Abstentions    | 1 346        | 31,11        | 1 275       | 29,47       |        |        |
| Votants        | Votants               | Votants        | 2 980        | 68,89        | 3 051       | 70,53       |        |        |
| Blancs et nuls | Blancs et nuls        | Blancs et nuls | 110          | 3,69         | 94          | 3,08        |        |        |
| Exprimés       | Exprimés              | Exprimés       | 2 870        | 96,31        | 2 957       | 96,92       |        |        |

### Sérignan-du-Comtat
- Maire sortant : Jacques Buschiazzo
- 19 sièges à pourvoir au conseil municipal (population légale 2011 : 2 435 habitants)
- 4 sièges à pourvoir au conseil communautaire (CC Aygues Ouvèze en Provence)

|                          | Julien Merle        | DVD            | 971   | 68,62  | 16 | 4 |  |  |
|                          | Jacques Buschiazzo* | DVG            | 444   | 31,37  | 3  |   |  |  |
|                          |                     |                |       |        |    |   |  |  |
| Inscrits                 | Inscrits            | Inscrits       | 2 061 | 100,00 |    |   |  |  |
| Abstentions              | Abstentions         | Abstentions    | 550   | 26,69  |    |   |  |  |
| Votants                  | Votants             | Votants        | 1 511 | 73,31  |    |   |  |  |
| Blancs et nuls           | Blancs et nuls      | Blancs et nuls | 96    | 6,35   |    |   |  |  |
| Exprimés                 | Exprimés            | Exprimés       | 1 415 | 93,65  |    |   |  |  |
| * Liste du maire sortant |                     |                |       |        |    |   |  |  |

### Sorgues
- Maire sortant : Thierry Lagneau (UMP)
- 33 sièges à pourvoir au conseil municipal (population légale 2011 : 18 222 habitants)
- 12 sièges à pourvoir au conseil communautaire (CA Les Sorgues du Comtat)

|                          | Thierry Lagneau* | UMP            | 4 333  | 51,20  | 26 | 10 |  |  |
|                          | Gérard Gerent    | FN             | 2 861  | 33,81  | 5  | 2  |  |  |
|                          | Vivian Point     | PCF            | 656    | 7,75   | 1  |    |  |  |
|                          | Vincent Jullien  | PS             | 612    | 7,23   | 1  |    |  |  |
|                          |                  |                |        |        |    |    |  |  |
| Inscrits                 | Inscrits         | Inscrits       | 12 548 | 100,00 |    |    |  |  |
| Abstentions              | Abstentions      | Abstentions    | 3 923  | 31,26  |    |    |  |  |
| Votants                  | Votants          | Votants        | 8 625  | 68,74  |    |    |  |  |
| Blancs et nuls           | Blancs et nuls   | Blancs et nuls | 163    | 1,89   |    |    |  |  |
| Exprimés                 | Exprimés         | Exprimés       | 8 462  | 98,11  |    |    |  |  |
| * Liste du maire sortant |                  |                |        |        |    |    |  |  |

### Vaison-la-Romaine
- Maire sortant : Pierre Meffre (PS)
- 29 sièges à pourvoir au conseil municipal (population légale 2011 : 6 163 habitants)
- 5 sièges à pourvoir au conseil communautaire (CC Vaison Ventoux)

|                          | Jean-François Perilhou | DVD            | 1 867 | 50,59  | 22 | 4 |  |  |
|                          | Pierre Meffre*         | PS             | 1 823 | 49,40  | 7  | 1 |  |  |
|                          |                        |                |       |        |    |   |  |  |
| Inscrits                 | Inscrits               | Inscrits       | 5 009 | 100,00 |    |   |  |  |
| Abstentions              | Abstentions            | Abstentions    | 1 185 | 23,66  |    |   |  |  |
| Votants                  | Votants                | Votants        | 3 824 | 76,34  |    |   |  |  |
| Blancs et nuls           | Blancs et nuls         | Blancs et nuls | 134   | 3,50   |    |   |  |  |
| Exprimés                 | Exprimés               | Exprimés       | 3 690 | 96,50  |    |   |  |  |
| * Liste du maire sortant |                        |                |       |        |    |   |  |  |

### Valréas
- Maire sortant : Guy Morin (DVD)
- 29 sièges à pourvoir au conseil municipal (population légale 2011 : 9 672 habitants)
- 19 sièges à pourvoir au conseil communautaire (CC Enclave des Papes - Pays de Grignan)

| Tête de liste  | Tête de liste               | Liste          | Premier tour | Premier tour | Second tour | Second tour | Sièges | Sièges |
| Tête de liste  | Tête de liste               | Liste          | Voix         | %            | Voix        | %           | CM     | CC     |
| -------------- | --------------------------- | -------------- | ------------ | ------------ | ----------- | ----------- | ------ | ------ |
|                | France Barthelemy Bathelier | FN             | 1 632        | 36,09        | 2 151       | 47,02       | 7      | 4      |
|                | Patrick Adrien              | DVD            | 981          | 21,69        | 2 423       | 52,97       | 22     | 15     |
|                | Jeannine Saint-donat        | UMP            | 777          | 17,18        |             |             |        |        |
|                | Gérard Santucci             | PS             | 713          | 15,77        |             |             |        |        |
|                | Houcine Serrar              | SE             | 418          | 9,24         |             |             |        |        |
|                |                             |                |              |              |             |             |        |        |
| Inscrits       | Inscrits                    | Inscrits       | 6 578        | 100,00       | 6 578       | 100,00      |        |        |
| Abstentions    | Abstentions                 | Abstentions    | 1 922        | 29,22        | 1 749       | 26,59       |        |        |
| Votants        | Votants                     | Votants        | 4 656        | 70,78        | 4 829       | 73,41       |        |        |
| Blancs et nuls | Blancs et nuls              | Blancs et nuls | 135          | 2,90         | 255         | 5,28        |        |        |
| Exprimés       | Exprimés                    | Exprimés       | 4 521        | 97,10        | 4 574       | 94,72       |        |        |

### Vedène
- Maire sortant : Joël Guin (DVD)
- 33 sièges à pourvoir au conseil municipal (population légale 2011 : 10 619 habitants)
- 5 sièges à pourvoir au conseil communautaire (CA Grand Avignon)

| Tête de liste            | Tête de liste  | Liste          | Premier tour | Premier tour | Second tour | Second tour | Sièges | Sièges |
| Tête de liste            | Tête de liste  | Liste          | Voix         | %            | Voix        | %           | CM     | CC     |
| ------------------------ | -------------- | -------------- | ------------ | ------------ | ----------- | ----------- | ------ | ------ |
|                          | Joël Guin*     | DVD            | 1 819        | 36,68        | 2 096       | 39,74       | 23     | 4      |
|                          | Luc Bousquet   | FN             | 1 621        | 32,68        | 1 660       | 31,47       | 5      | 1      |
|                          | Patricia Talet | DVG            | 1 519        | 30,63        | 1 518       | 28,78       | 5      |        |
|                          |                |                |              |              |             |             |        |        |
| Inscrits                 | Inscrits       | Inscrits       | 7 796        | 100,00       | 7 796       | 100,00      |        |        |
| Abstentions              | Abstentions    | Abstentions    | 2 665        | 34,18        | 2 384       | 30,58       |        |        |
| Votants                  | Votants        | Votants        | 5 131        | 65,82        | 5 412       | 69,42       |        |        |
| Blancs et nuls           | Blancs et nuls | Blancs et nuls | 172          | 3,35         | 138         | 2,55        |        |        |
| Exprimés                 | Exprimés       | Exprimés       | 4 959        | 96,65        | 5 274       | 97,45       |        |        |
| * Liste du maire sortant |                |                |              |              |             |             |        |        |

### Velleron
- Maire sortant : Michel Ponce
- 23 sièges à pourvoir au conseil municipal (population légale 2011 : 2 908 habitants)
- 2 sièges à pourvoir au conseil communautaire (CA Grand Avignon)

| Tête de liste            | Tête de liste    | Liste          | Premier tour | Premier tour | Second tour | Second tour | Sièges | Sièges |
| Tête de liste            | Tête de liste    | Liste          | Voix         | %            | Voix        | %           | CM     | CC     |
| ------------------------ | ---------------- | -------------- | ------------ | ------------ | ----------- | ----------- | ------ | ------ |
|                          | Bernard Senet    | DVG            | 579          | 30,37        | 686         | 34,21       | 4      |        |
|                          | Michel Ponce*    | DVD            | 570          | 29,90        | 725         | 36,15       | 16     | 2      |
|                          | Jacky Marcot     | DVD            | 500          | 26,23        | 594         | 29,62       | 3      |        |
|                          | Henri Pantalacci | DVD            | 257          | 13,48        |             |             |        |        |
|                          |                  |                |              |              |             |             |        |        |
| Inscrits                 | Inscrits         | Inscrits       | 2 678        | 100,00       | 2 681       | 100,00      |        |        |
| Abstentions              | Abstentions      | Abstentions    | 717          | 26,77        | 635         | 23,69       |        |        |
| Votants                  | Votants          | Votants        | 1 961        | 73,23        | 2 046       | 76,31       |        |        |
| Blancs et nuls           | Blancs et nuls   | Blancs et nuls | 55           | 2,80         | 41          | 2,00        |        |        |
| Exprimés                 | Exprimés         | Exprimés       | 1 906        | 97,20        | 2 005       | 98,00       |        |        |
| * Liste du maire sortant |                  |                |              |              |             |             |        |        |

### Villelaure
- Maire sortant : Jean-Claude Dorgal
- 23 sièges à pourvoir au conseil municipal (population légale 2011 : 3 231 habitants)
- 4 sièges à pourvoir au conseil communautaire (CC Communauté territoriale du Sud Luberon)

| Tête de liste  | Tête de liste     | Liste          | Premier tour | Premier tour | Second tour | Second tour | Sièges | Sièges |
| Tête de liste  | Tête de liste     | Liste          | Voix         | %            | Voix        | %           | CM     | CC     |
| -------------- | ----------------- | -------------- | ------------ | ------------ | ----------- | ----------- | ------ | ------ |
|                | Jean-Louis Robert | DVD            | 704          | 38,80        | 771         | 42,64       | 17     | 3      |
|                | Catherine Serra   | SE             | 558          | 30,76        | 528         | 29,20       | 3      | 1      |
|                | Francis Pignoly   | DVD            | 552          | 30,42        | 509         | 28,15       | 3      |        |
|                |                   |                |              |              |             |             |        |        |
| Inscrits       | Inscrits          | Inscrits       | 2 571        | 100,00       | 2 571       | 100,00      |        |        |
| Abstentions    | Abstentions       | Abstentions    | 699          | 27,19        | 722         | 28,08       |        |        |
| Votants        | Votants           | Votants        | 1 872        | 72,81        | 1 849       | 71,92       |        |        |
| Blancs et nuls | Blancs et nuls    | Blancs et nuls | 58           | 3,10         | 41          | 2,22        |        |        |
| Exprimés       | Exprimés          | Exprimés       | 1 814        | 96,90        | 1 808       | 97,78       |        |        |